# Visby-linserne
Visby-linserne er linser af bjergkrystal som er blevet fundet i en Gotlandsk vikingegrav fra 900-tallet.
Nogle af linserne var sølvindfattede og formodes at være blevet båret som smykker, men andre virker ikke at have været indfattede på denne måde. De kan have været anvendt som forstørrelsesglas, som brændglas eller i et teleskop.
Linserne er blevet undersøgt ved universitetet i Aalen (Tyskland) og Kungliga Tekniska Högskolan i Stockholm med henblik på den optiske kvalitet og forstørrelsesgrad. Linserne viste sig at have meget stor brydning. Selv slibningen var bemærkelsesværdig eksakt, næsten ligeså god som moderne professionel optik, og væsentligt bedre end dagens brilleglas.

Diameter: 50 millimeter
Brændvidde: 22 – 35 millimeter
Opløsning: 25-30 mikrometer